# Annamaria Prezelj
Annamaria Prezelj (ur. 30 lipca 1997 w Lublanie) – słoweńska koszykarka występująca na pozycji rzucającej.
12 czerwca 2017 została zawodniczką InvestInTheWest AZS AJP Gorzowa Wielkopolskiego.

## Osiągnięcia
Stan na 7 lipca 2020, na podstawie, o ile nie zaznaczono inaczej..
Drużynowe
- Mistrzyni:
  - Słowenii (2015, 2016, 2017)[3][4][5]
  - Ligi Adriatyckiej (2017)
- Wicemistrzyni Polski (2019)[6]
- Brąz mistrzostw Polski (2020)
- 4. miejsce w Lidze Adriatyckiej (2015)
- Zdobywczyni pucharu Słowenii (2015, 2016, 2017)[3][4][5]
- Finalistka pucharu Słowenii (2013)[7]

Indywidualne
(* – nagrody przyznane przez portal eurobasket.com)
- MVP:
  - Final Four Ligi Adriatyckiej (2017)
  - 2. i 7. kolejki Ligi Adriatyckiej (2016/17)
- Najlepsza zawodniczka*:
  - występująca na pozycji obronnej ligi słoweńskiej (2017)[5]
  - krajowa ligi słoweńskiej (2017)[5]
  - nowo-przybyła ligi słoweńskiej (2013)[7]
- Największy postęp ligi słoweńskiej (2014)*[8]
- Zaliczona do*:
  - I składu:
    - ligi słoweńskiej (2017)[5]
    - defensywnego ligi słoweńskiej (2014, 2017)[5][8]
    - nowo-przybyłych zawodniczek ligi słoweńskiej (2013)[7]

  - II ligi słoweńskiej (2014, 2016)[4][8]

Reprezentacja
- Mistrzyni Europy U–20 dywizji B (2016)[9]
- Uczestniczka:
  - kwalifikacji do Eurobasketu (2017)
  - mistrzostw Europy:
    - U–18 (2013 – 12. miejsce, 2014 – 10. miejsce, 2015 – 5. miejsce)
    - U–16 dywizji B (2013)
- MVP mistrzostw Europy U–20 dywizji B (2016)[9]
- Liderka strzelczyń mistrzostw Europy U–20 dywizji B (2016)[9]